# 9387 Tweedledee
9387 Tweedledee eller 1994 CA är en asteroid i huvudbältet som upptäcktes den 2 februari 1994 av de båda japanska astronomerna Takeshi Urata och Hitoshi Shiozawa vid Fujieda-observatoriet i Fujieda. Den är uppkallad efter den fiktiva karaktären Tweedledee.
Asteroiden har en diameter på ungefär 5 kilometer och den tillhör asteroidgruppen Hungaria.